# Parectecephala hyalipennis
Parectecephala hyalipennis är en tvåvingeart som beskrevs av Oswald Duda 1930. Parectecephala hyalipennis ingår i släktet Parectecephala och familjen fritflugor. Inga underarter finns listade i Catalogue of Life.